# كوكب (حماة)
كوكب قرية في ناحية صوران التابعة لمنطقة حماة في محافظة حماة في سوريا.
تقع كوكب في الجهة الشمالية من مدينة حماة وتبعد عنها حوالي 20 كم تحدها شمالا قرية معان وغربا مدينة صوران وجنوبا قرية كفراع وشرقا قريتي السمرة والمبطن. وتبعد عن أوتستراد دمشق - حلب حوالي 9 كم يبلغ مساحة المخطط التنظيمي لمجموع القرى /152/ هكتار يعمل معظم سكان القرية بالزراعة حيث تشتهر القرية بزراعة أشجار الفستق الحلبي و الزيتون وزراعة القمح و الشعير و العدس و الكمون.